# Pallacanestro Virtus Roma 1982-1983

Il roster della Banco di Roma per la stagione 1982-1983, in posa sullo sfondo del Colosseo

Formazione della Pallacanestro Virtus Roma 1982-1983 (vincitrice dello  Scudetto 1982-1983).
1982/83
| 4  | Stati Uniti (bandiera) | Larry Wright        |
| 5  | Italia (bandiera)      | Stefano Sbarra      |
| 6  | Italia (bandiera)      | Massimo Prosperi    |
| 9  | Italia (bandiera)      | Giuseppe Grimaldi   |
| 10 | Italia (bandiera)      | Enrico Gilardi      |
| 11 | Italia (bandiera)      | Fulvio Polesello    |
| 13 | Italia (bandiera)      | Marco Solfrini      |
| 14 | Italia (bandiera)      | Egidio Delle Vedove |
| 15 | Italia (bandiera)      | Roberto Castellano  |
| 19 | Stati Uniti (bandiera) | Clarence Kea        |
|    | Italia (bandiera)      | Paolo Scarnati      |
|    | Italia (bandiera)      | Fabrizio Valente    |
|    | Stati Uniti (bandiera) | Kim Hughes          |

- Allenatore: Valerio Bianchini
- Presidente: Eliseo Timò